# Arsenivka, Novomîrhorod
Arsenivka (în ucraineană Арсенівка) este un sat în comuna Veselivka din raionul Novomîrhorod, regiunea Kirovohrad, Ucraina.

## Demografie
Componența lingvistică a localității Arsenivka
     Ucraineană (86,05%)
     Rusă (8,14%)
     Română (3,49%)
Conform recensământului din 2001, majoritatea populației localității Arsenivka era vorbitoare de ucraineană (86,05%), existând în minoritate și vorbitori de rusă (8,14%) și română (3,49%).